# Herne Bay Football Club
Herne Bay Football Club é um clube de futebol com sede em Herne Bay, Kent, Inglaterra.

## História
O clube foi fundado em 1886. A primeira liga em que jogaram foi a East Kent League, antes de ingressar na Division Two da Kent League em 1896. Eles terminaram no último lugar da divisão em 1896-97 e 1897-98, antes de retornarem à East Kent League. Eles passaram a ganhar o título da East Kent League quatro temporadas consecutivas entre 1901-02 e 1905-06, antes de voltar à Division Two (Leste) da Kent League em 1909. No entanto, eles deixaram a liga após uma única temporada. Mais tarde, eles dobraram em 1913.